# Myripristis kuntee
Myripristis kuntee là một loài cá biển thuộc chi Myripristis trong họ Cá sơn đá. Loài này được mô tả lần đầu tiên vào năm 1831.

## Từ nguyên
Từ định danh kuntee bắt nguồn từ Sullanaroo-kuntee, tên thường gọi của Myripristis murdjan (mà Valenciennes nhầm lẫn với loài này) tại bờ biển thành phố Visakhapatnam (Ấn Độ).

## Phạm vi phân bố và môi trường sống
M. kuntee có phân bố rộng khắp khu vực Ấn Độ Dương-Thái Bình Dương, từ Đông Phi trải dài về phía đông đến quần đảo Hawaii và quần đảo Marquises, ngược lên phía bắc đến đảo Shikoku (Nhật Bản, gồm cả quần đảo Ogasawara), về phía nam đến bãi cạn Aliwal (Nam Phi), Úc (gồm cả đảo Lord Howe) và Tonga. Ở Việt Nam, M. kuntee được ghi nhận tại quần đảo Hoàng Sa và quần đảo Trường Sa.
M. kuntee sống trên các rạn san hô viền bờ và đầm phá ở độ sâu đến ít nhất là 100 m.

## Mô tả
Chiều dài cơ thể lớn nhất được ghi nhận ở M. kuntee là 26 cm. Cá có màu đỏ, thân dưới đường bên màu hồng ánh bạc. Vạch nâu đỏ từ phía trên của nắp mang thẳng xuống gốc vây ngực. Các vây màu đỏ ngoại trừ gai vây lưng có màu vàng cam ở gần mép. Vệt nâu băng qua đồng tử. Đốm đỏ tươi ở chóp vây lưng mềm và vây hậu môn. Hàm dưới của cá trưởng thành hơi nhô ra khi ngậm miệng; có một cặp răng ở phía trước hàm dưới nhô ra ngoài miệng.
Số gai ở vây lưng: 11; Số tia ở vây lưng: 15–17; Số gai ở vây hậu môn: 4; Số tia ở vây hậu môn: 14–16; Số vảy đường bên: 37–44.

## Sinh thái
M. kuntee thường xuất hiện theo đàn lớn, trú ẩn trong hang hoặc dưới gờ đá vào ban ngày, hoặc ở những khu vực có san hô cứng dạng lá hoặc tổ ong phát triển.
M. kuntee có thể tạo ra âm thanh như nhiều loài cá sơn đá khác, và cấu trúc tạo âm thanh của loài này đã được mô tả bởi Parmentier và cộng sự (2011).
Một loài sán lá mới lần đầu được tìm thấy trên cơ thể M. kuntee có danh pháp là Pseudopecoelus brayi (họ Opecoelidae).

## Thương mại
Mặc dù các loài Myripristis có giá trị trong nghề cá quy mô nhỏ, M. kuntee lại không phải loài được nhắm mục tiêu do kích thước nhỏ của chúng.